# 젖산 발효

젖산의 구조

이 애니메이션은 1분자의 포도당이 피루브산이 된 다음 젖산으로 전환되는 과정에 초점을 맞춘다. 포도당은 해당과정을 통해 2분자의 피루브산으로 분해되고, 2NADH와 2ATP를 생성한다. 이어서 피루브산이 젖산으로 환원되며 이 과정에서 NADH가 NAD^{+}로 산화된다.

젖산 발효(영어: lactic acid fermentation)는 포도당 및 다른 6탄당들(또한 설탕이나 젖당과 같은 이당류들)을 산소(O2)를 사용하지 않고 젖산으로 분해하며, 이 과정에서 방출되는 에너지의 일부를 ATP 합성에 사용하는 대사 과정이다. 젖산 발효는 일부 세균 및 근육세포와 같은 동물세포에서 일어나는 발효 반응이다.
세포에 산소가 존재하면 대다수의 생물은 발효를 하지 않고 세포 호흡을 한다. 그러나 조건혐기성 미생물은 산소의 존재하에서 발효를 통해 호흡을 수행한다. 때로는 산소가 존재하고 미토콘드리아에서 호기성 대사가 일어나더라도 피루브산이 대사될 수 있는 것보다 빠르게 생성된다면, 발효가 일어나게 된다.
젖산 탈수소효소는 피루브산을 젖산으로 환원시키며, 이 과정에서 NADH를 NAD+로 산화시키는 반응을 촉매한다.
동형젖산 발효(homolactic fermentation)는 1분자의 포도당을 2분자의 젖산으로 전환한다. 그에 반해서 이형젖산 발효(heterolactic fermentation)는 포스포케톨레이스 경로라고 불리는 과정에서 젖산 이외에 이산화 탄소와 에탄올을 생성한다.

## 역사
화학자들은 19세기에 유기화학의 몇 가지 기본 개념들을 발견했다. 발효 과정에 특히 관심이 많았던 프랑스의 화학자 조제프 루이 게이뤼삭은 수제자 중 한 명인 유스투스 폰 리비히에게 이러한 관심을 전했다. 수 년의 차이를 가지고 게이뤼삭과 리비히는 동료들과 함께 오늘날 우리가 알고 있는 젖산 분자의 화학 구조를 기술했다. 그들은 발효 과정을 순수 화학적인 과정으로 이해했다. 이는 현미경을 사용해서는 알 수 없고, 화학 촉매제에 의해 최적화될 수 있다는 것을 의미한다. 1857년 프랑스의 과학자 루이 파스퇴르는 최초로 미생물의 발효 산물로 젖산을 서술하였다. 이 기간 동안 파스퇴르는 릴 대학에서 근무하고 있었으며, 현지의 양조장에서 발효 문자와 관련하여 파스퇴르에게 자문을 구했다. 파스퇴르가 양조장을 둘러보니 양조장의 설비가 썩 좋지 않았으며 양조장에서 미생물들에 의해 젖산 발효와 알코올 발효가 둘 다 일어나고 있음을 발견했다. 파스퇴르는 파리에서 이러한 발견들에 대한 연구를 계속하였으며, 리비히와 그의 추종자들로 대표되는 순수 화학적인 견해에 반박하는 이론을 발표했다. 파스퇴르는 오늘날에도 여전히 받아들여지고 있는 발효에 관한 개념을 설명하였는데, 리비히는1873년에 사망할 때까지 파스퇴르가 설명한 개념을 받아들이기를 거부했다. 파스퇴르가 발효 과정의 모든 세부적인 사항들을 밝혀내진 않았지만, 파스퇴르는 미생물이 어떻게 젖산 발효를 일으키는지에 대한 주요 메커니즘을 밝혀냈다.
파스퇴르의 연구 이전에는 발효의 화학적인 과정이 제대로 설명되지 않았지만, 사람들은 식량 생산을 위해 미생물에 의한 젖산 발효를 훨씬 이전부터 사용해왔다. 고고학적 발견물의 화학적인 분석은 우유의 발효가 역사시대 이전에 사용되었다는 것을 보여주었고, 그 첫 번째 적용은 아마도 신석기 혁명의 일부분이었을 것이다. 우유는 자연적으로 젖산균을 함유하고 있기 때문에, 적절한 온도에서 자발적으로 일어나는 발효 과정은 분명히 발견할 수 있었을 것이다. 성인은 우유를 소화하는데 어려움을 겪을 수도 있기 때문에, 우유의 발효 메커니즘에 관심을 가지게 되었다. 실제로 젖산균(유산균)은 젖당을 소화하는데 필요한 효소를 함유하고 있으며, 발효 과정동안 개체군이 활발하게 증식한다. 그러므로 짧은 시간 동안 발효시킨 우유도 젖당을 소화시킬 수 있는 충분한 효소를 함유하고 있기 때문에, 어른도 우유를 수월하게 섭취할 수 있게 되었다. 더 오랜 시간을 발효시켜도 안전하였으며, 이는 치즈를 만드는데 이용되었다. 이 과정은 아주 오래 전에 발견되었는데, 최초로 작성된 문서는 쐐기 문자로 기록된 치즈 생산의 조리법이며 나중에 바빌로니아와 이집트의 문서에 기록되었다. 흥미로운 것은 발효된 유제품의 경쟁 우위에 관한 이론이다. 이 이론의 아이디어는 최초로 정착 생활을 하면서 농경을 시작한 무리의 여성이 우유 섭취로 인한 추가적인 젖당의 섭취 덕분에 아이를 낳은 다음, 그 다음 아이를 가지는 시기를 단축시킬 수 있었다는 것이다. 이러한 요인은 농경사회가 수렵채집사회를 능가하는데 중요한 이점을 제공했을 것이다.
우유 제품의 소비가 증가함에 따라 이들 농경사회는 후성 유전(epigenetic inheritance)에 의한 젖당분해효소 지속증(lactase persistence)이 나타나게 되었다. 이는 젖당분해효소가 평생동안 몸 속에 존재한다는 것을 의미하고, 따라서 성인이 되어서도 발효되지 않은 우유를 마실 수 있게 되었다. 최초의 정착사회에서 젖당 소비에 대한 적응의 정도는 오늘날 돌연변이의 지역적 차이에서 여전히 관찰할 수 있다. 세계 인구의 약 65%가 여전히 젖당분해효소가 부족한 것으로 추정된다. 우유의 소화에 대한 적응의 정도를 높인 사회들인 터키 동부 지역에서부터 중부 유럽에 이르는 지역들과 유럽인들이 정착한 북미 지역은 젖당분해효소 유전자가 좀 더 빈번하게 나타난다. 이와는 반대로 젖당불내증은 아시아 국가들에서 훨씬 더 많이 나타난다.

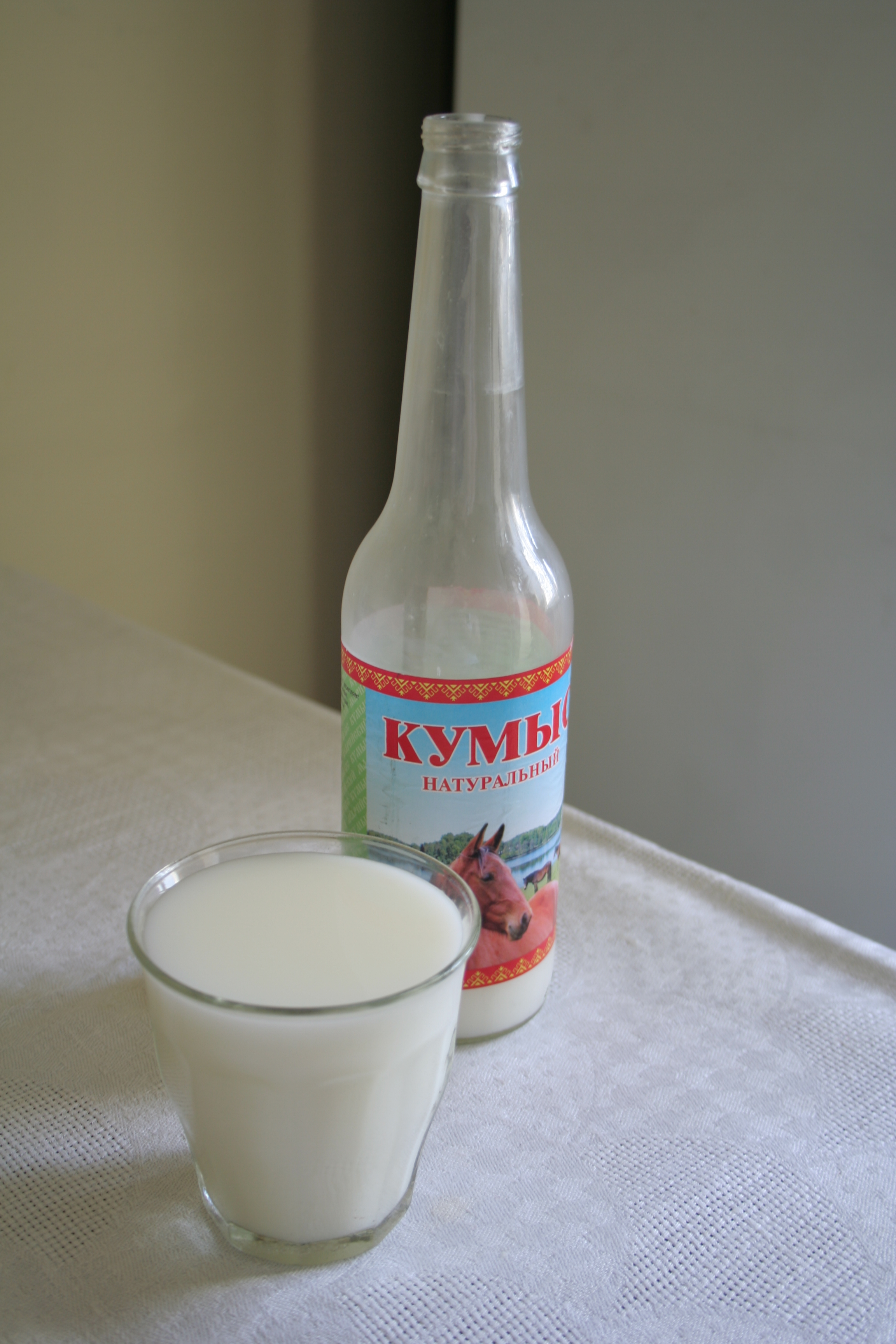
크므즈가 담긴 병과 유리잔

유제품과 발효 유제품은 몇몇 문화권의 발전에 중요한 영향을 미쳤다. 몽골에서는 사람들이 흔히 목축 형태의 농업을 한다. 오랜 시간동안 몽골 문화에서 생산하고 소비한 유제품은 주로 말젖이다. 그러나 말젖의 모든 부분이나 제품이 똑같은 의미를 갖는 것은 아니다. 예를 들어 말젖의 상층에 있는 지방이 많은 부분인 “deež”는 가장 귀한 부분으로 간주되어 종종 손님을 대접하는데 사용된다. 전통적인 의미와 함께 매우 중요하게 여겨지는 것은 알코올이 약간 함유된 요구르트인 크므즈와 같은 말젖의 발효물이다. 몽골의 음력 새해(봄)와 같은 명절 기간 중에 크므즈의 소비는 절정에 달한다. 이러한 명절 기간에 말젖과 관련된 흰색 음식을 소비하는 것은 과거 그들의 국가정체성(칭기즈 칸의 몽골 제국)을 연결하는 방법이다. 몽골 제국 시대에 발효된 말젖은 지도자와 전사들에게 감사와 경의를 표하는 음료였다. 다른 많은 전통들과 마찬가지로 말젖과 관련된 전통도 세계화와 산업화의 영향을 받고 있다. 산업적으로 생산된 요구르트와 같이 중국과 서구 국가들에서 수입되는 제품들이 도시 지역을 중심으로 과거의 전통을 대체해 나가고 있다. 그러나 과거의 전통은 농촌 지역과 가난한 지역에서 여전히 큰 영향력을 지니고 있다.

## 생화학

### 동형젖산 발효
동형젖산 발효(homolactic fermentation)는 전체적으로 1분자의 6탄당을 2분자의 젖산으로 전환시켜, 이 과정에서 방출되는 에너지의 일부를 2분자의 ATP로 저장한다. 반응식은 다음과 같다.
{\displaystyle \mathrm {C_{6}H_{12}O_{6}\ {\xrightarrow {2\ ADP\ +\ 2\ P_{i}\ \longrightarrow \ 2\ ATP\ +\ 2\ H_{2}O}}\ 2\ C_{3}H_{6}O_{3}} }

### 이형젖산 발효
이형젖산 발효(heterolactic fermentation) 세균은 포도당으로부터 젖산 뿐만 아니라 이산화 탄소(CO2), 아세트산 또는 에탄올을 생성한다. 이러한 세균에는 Leuconostoc mesenteroides, Lactobacillus bifermentous, Leconostoc lactis 등이 있다.

## 이용
젖산 발효는 다른 방법을 통해 생산될 수 없는 식품을 생산하기 위해 전세계 여러 지역에서 사용되고 있다. 상업적으로 가장 중요한 젖산 발효균의 속(genus)은 락토바실루스(Lactobacillus)이지만 다른 세균이나 효모가 사용되기도 한다. 젖산 발효의 가장 보편적인 이용 분야는 요구르트, 자우어크라우트, 김치, 치즈 등의 생산에 있다.

### 피클
피클은 과일, 채소에 존재하는 당을 젖산균이 발효하여 만들어진다. 만들어진 피클은 젖산이 풍부하여, 이러한 pH를 견딜 수 있는 이로운 세균만 생존한다. 피클은 양질의 영양소를 가지고 있으며, 프로바이오틱스(probiotics)의 좋은 공급원이기도 하다.

### 김치
김치도 또한 젖산 발효를 이용해서 만든다.

### 자우어크라우트
젖산 발효는 또한 자우어크라우트의 제조에 사용된다. 자우어크라우트의 생산에 사용되는 주된 세균의 종류는 Leuconostoc 속이다.
요구르트와 마찬가지로 젖산 발효 미생물로 인해 산성도가 높아지면 많은 병원성 미생물들이 사멸한다. 세균은 젖산 뿐만 아니라 알코올 및 다른 탄화 수소를 생산한다. 이들은 결합하여 에스터(에스테르)를 형성하며, 자우어크라우트의 독특한 풍미에 기여한다.

### 사우어 비어
젖산은 램빅, 베를리너 바이세를 포함한 사우어 비어(sour beer)의 생산에 사용되는 성분이다.

### 요구르트
요구르트를 생산하는 주요 방법은 무해한 세균이 함유된 젖을 젖산 발효시키는 것이다. 일반적으로 사용되는 주요 세균은 Lactobacillus bulgaricus 와 Streptococcus thermophilus이며, 미국과 유럽의 법률에 따르면 모든 요구르트에는 이 두 가지 배양균이 들어있어야 한다(다른 균들은 프로바이오틱 배양균으로 첨가될 수 있음). 이들 세균은 우유 배양액에서 젖산을 생산하여, pH를 낮추어 우유를 엉기게 한다. 또한 세균은 요구르트에 독특한 풍미를 내게 하는 화합물을 생성한다. 낮은 pH의 추가적인 효과는 다른 많은 종류의 유해한 세균이 산성 환경에서 제대로 살아가지 못한다는 점이다.
프로바이오틱 요구르트의 경우, Lactobacillus acidophilus 와 같은 세균이 배양액에 추가된다.

### 생리적인 기능
여성의 질에서 락토바실루스(Lactobacillus)의 발효 및 산의 동반생성은 병원성 미생물의 증식을 막는 방어 작용에 기여한다.

## 같이 보기
- 에탄올 발효